# Aristid Stariji
Aristid Stariji, starogrčki slikar
Aristid Stariji djelovao je početkom 4. stoljeća pr. Kr.  Prema grčkoj tradiciji, utemeljitelj mlađe atičke slikarske škole. Bavio se i skulpturom; u bronci je salio niz votivnih biga i kvadriga.